# ARA Almirante Brown (D-10)
El destructor ARA Almirante Brown (D-10) es un destructor MEKO 360 de la Armada Argentina, construido en los astilleros de Blohm + Voss situados en Hamburgo, Alemania Occidental. Fue colocada su quilla en 1980, botado en 1981 y asignado en 1983. Su apostadero es la Base Naval Puerto Belgrano del sur de la provincia de Buenos Aires.

## Historia
La construcción del Almirante Brown fue autorizada bajo el Plan Nacional de Construcciones Navales del Comando General de la Armada, aprobado por el decreto N.º 956 «S» del 28 de marzo de 1974. Este decreto se complementó con el N.º 285 «S» del 29 de enero de 1979 que aprobó la contratación celebrada con la firma Blohm + Voss. 
Fue botado el 28 de marzo de 1981 siendo su madrina la señora Gladys Nevares de Lambruschini. Arribó a la Base Naval Puerto Belgrano el 21 de marzo de 1983 y se incorporó a la 2.ª División de Destructores (actual División de Destructores) del Comando de la Flota de Mar el 28 de ese mes. Recibió su Pabellón de Guerra el 4 de marzo de 1985, donado por el Instituto Browniano.

## Servicio operativo
Las tareas de este destructor comprenden la vigilancia marítima de la Zona Económica Exclusiva (Control del Mar); el ataque a blancos de superficie transhorizonte (guiado por helicóptero Fennec) con misiles Exocet MM.40; el ataque a blancos submarinos con torpedos Whitehead AS-244; la defensa aérea de punto con misiles Selenia Aspide y los cañones Breda Bofors de 40 mm y el ataque a blancos costeros o de superficie con su cañón OTO Melara de 127 mm.
Desde que fue incorporado a la División de Destructores participa activamente en ejercitaciones (llamadas Etapas de Mar) con el resto de los buques de la Flota de Mar, el Comando Naval Anfibio y Logístico, la División de Patrullado Marítimo, la Fuerza de Submarinos y aviones y helicópteros del Aviación Naval. También han tomado parte en numerosas operaciones navales con unidades de otros países.
En 1990 el destructor ARA Almirante Brown participó, con un helicóptero Aérospatiale Alouette III a bordo, y junto a la corbeta ARA Spiro (P-43), del bloqueo impuesto a Irak por la ONU, en el marco de la resolución N.º 661 del Consejo de Seguridad. En esta misión denominada Operativo Alfil, los dos buques conformaron el Grupo de Tareas 88.0, un Grupo Naval Destacado a las órdenes del Capitán de navío Eduardo Alfredo Rosenthal, y partieron para sumarse a la coalición internacional el 25 de septiembre de 1990. Las áreas de operaciones fueron el golfo de Omán, el estrecho de Ormuz y el golfo Pérsico, lugares en los cuales interceptaron 761 buques mercantes y participaron en 17 misiones de escolta. Tras haber actuado en la campaña del golfo Pérsico, Operación Escudo del Desierto y Tormenta del Desierto, regresaron a Argentina el 25 de abril de 1991.
El D-10 realizó el primer lanzamiento de misil Exocet MM.40 transhorizonte el 16 de abril de 1996, guiado desde un helicóptero AS555SN Fennec 2.
Además del ejercicio combinado Fraterno del año 2005, la unidad tomó parte en las ediciones 1998, 2000, 2007, 2008  y  2018 del UNITAS. En 2008 fue protagonista del apoyo al rompehielos ARA Almirante Irízar durante el incendio que este sufriera.

### Década de 2010
Las actividades operativas son variadas. La participación en ejercicios conjuntos y combinados es constante, realizando despliegues en diferentes puntos del mar argentino y del extranjero.

## Nombre
Es el noveno buque en la Armada Argentina que lleva este nombre, en homenaje al héroe naval argentino Guillermo Brown. Sus antecesores son:
- Goleta Almirante Brown (1826)
- Goleta corsario General Brown (1826)
- Lanchón corsario General Brown (1826)
- Vapor de guerra y buque escuela General Brown (1867)
- Acorazado ARA Almirante Brown (1880)
- Crucero Almirante Brown (1931)
- Destructor ARA Almirante Brown (D-20) (1972)

### Buques de la clase
- ARA La Argentina (D-11)
- ARA Heroína (D-12)
- ARA Sarandí (D-13)

### Listas relacionadas
- Anexo:Buques de guerra de Argentina
- Anexo:Destructores de Argentina
- Anexo:Equipamiento de la Armada Argentina